# Обско-Енисейский отряд

Карта побережья Арктики, исследованная русскими экспедициями с 1734 по 1871 год

Экспедиция Обского-Енисейского отряда (1733—1742) проходила в рамках Великой Северной экспедиции c целью обследования северного побережья от устья Оби до Енисея. Отрядом командовал лейтенант Дмитрий Овцын, с 1738 — штурман Фёдор Минин.

## Описание экспедиции
14 мая 1734 года экспедиция в составе 56 человек (подштурман Дмитрий Стерлегов, штурманский ученик Федор Канищев, геодезист Моисей Ушаков, ученик геодезиста Федор Прянишников, рудознатец (геолог) Захар Медведев и др.) вышли на двухмачтовой дубель-шлюпке «Тобол», плоскодонных судах (дощаниках) и гребных лодках (использовались для промера фарватера) из Тобольска. 11 июня экспедиция прибыла в Обдорск. После разгрузки дощаников экипаж устроил на берегу продовольственный склад. Во время плавания по Обской губе экспедиция попала в шторм; у дубель-шлюпки был сломан руль и лапы двух якорей. Поэтому до устья Тазовской губы отряд смог добраться только 31 июля, где был установлен навигационный знак — маяк. 5 августа достигли в Обской губе широты 70°4′. Конца губы не было видно. Начинались холода.
Из-за опасности дальнейшего путешествия во льдах на поврежденном судне Овцын созвал совет офицеров, на котором было принято решение на дубель-шлюпке «Тобол» возвращаться в Обдорск, а группе Стерлегова и Выходцева на ялботе отправиться описывать Обскую губу. После того, как ялбот был раздавлен льдами и затонул, группа смогла добраться в Обдорск. «Тобол» приплыла туда 4 сентября.
Перезимовав в Обдорске, 29 мая 1735 года после начала ледохода на реке экспедиция снова отправилась в путешествие. У мыса Гусиный Нос судно застряло среди сплошных льдов. Из-за сложной ледовой обстановки к 17 июля удалось дойти до 68°40′ северной широты. Только через три недели исследователи смогли вырваться, но так как свежих продуктов не хватало, то командир Овцын и большинство других людей заболело цингой (четверо скончалось). Поэтому было принято решение возвращаться в Обдорск. 10 августа достигли устья Оби, а к началу октября прибыли в Тобольск. Главная задача — достичь устья Енисея — снова была не выполнена.
Работы должны были быть закончены в два года. Был произведён ряд съёмок. Геодезистом Прянишниковым снят с суши восточный берег Обской губы и Тазовская губа. Из Тобольска Овцын отправился в Петербург с отчётом. Адмиралтейств-коллегия постановила работы продолжить. В навигацию 1736 года к 5 августа экспедиция достигла 72°40′ северной широты, но из-за ледовой обстановки не смогла продвинуться дальше. Овцын зазимовал в Берёзове.
До навигации 1737 года в Тобольске под руководством мастера флота И. Н. Кошелева было построено еще одно судно — бот «Обь-Почтальон». 29 июня оба судна вышли в плавание. Командиром «Тобола» был И. Н. Кошелев, бота «Обь-Почтальон» — Д. Л. Овцын. 7 августа вышли в открытое море. У 74°2′ северной широты увидели льды. 16 августа обогнули мыс Матте-Сале и повернули в Енисейскую губу. 31 августа вошли в Енисей, где встретили сухопутную партию экспедиции. В октябре, не дойдя до Туруханска, зазимовали. 21 июня 1738 года «Тобол» под командованием Овцына прибыл в Енисейск. Овцын поручил штурману Минину на боте «Обь-Почтальон» обогнуть Таймырский полуостров и выйти к Хатанге. Сам Овцын отправился с докладом в Петербург, но был арестован и предан суду за связь с находившимся в Берёзове ссыльным семейством князей Долгоруковых. Однако поставленная экспедиции задача описания береговой линии между устьями Оби и Енисея была выполнена.

## Суда
Экспедиция под руководством лейтенанта Дмитрия Овцына
- двухмачтовая дубель-шлюпка «Тобол» и плоскодонные суда (дощанки), перевозившие всё снаряжение экспедиции. Промеры фарватера осуществляли с гребных лодок.
- бот «Обь-почтальон».

Экспедиция под руководством штурмана Фёдора Минина
- бот «Обь-почтальон».